# Bothrops alcatraz
Espèce
Synonymes
- Bothropoides alcatraz (Marques, Martins & Sazima, 2002)

Statut de conservation UICN

 CR B1ab(iii)+2ab(iii) : 
En danger critique
Bothrops alcatraz est une espèce de serpents de la famille des Viperidae.

## Répartition
Cette espèce est endémique de l'Ilha de Alcatrazes, une île de la municipalité de São Sebastião dans l'État de São Paulo au Brésil.

## Description
Bothrops alcatraz mesure de 36 à 51 cm. C'est un serpent venimeux.

## Étymologie
Son nom d'espèce, alcatraz, lui a été donné en référence au lieu de sa découverte.

## Publication originale
- Marques, Martins & Sazima, 2002 : A new insular species of pitviper from Brazil, with comments on evolutionary biology and conservation of the Bothrops jararaca group (Serpentes, Viperidae). Herpetologica, vol. 58, no 3, p. 303-312 (texte intégral).